# Bruine daguil
De bruine daguil (Euclidia glyphica) is een dagactieve nachtvlinder uit de familie van de spinneruilen (Erebidae). De vlinder heeft een spanwijdte van 25 tot 30 millimeter.
Het verspreidingsgebied beslaat het grootste deel van het Palearctisch gebied en een deel van Noord-Afrika. Waardplanten van de rupsen komen uit de geslachten Viola en Trifolium.

## Voorkomen in Nederland en België
In Nederland is de bruine daguil niet zo gewoon. Hier en daar zijn concentraties, zoals in het zuiden van Limburg en het oostelijk deel van Zeeland. Er zijn ook gebieden waar de vlinder nauwelijks wordt gezien. Ook in België is de soort niet zo gewoon en ontbreekt hij in sommige gebieden.
De vlinder vliegt van half april tot half augustus in twee generaties.